# Anton Fix
Anton Fix (* 5. September 1846 in Wien, Österreich; † 13. Juli 1918 ebenda) war ein österreichischer Unternehmer, Fabrikant und Tapezierer. Er war der bedeutendste Möbelfabrikant Österreichs in der Belle Epoque und baute während seiner Zeit die Firma zu einem Weltunternehmen aus. Außerdem war er mit seiner Firma „Portois & Fix“ Hoflieferant des österreichischen Kaiserhofes.

## Leben
Anton Fix wurde als Sohn des Tapezierers Johann Fix geboren. Er selbst lernte ebenfalls das Handwerk des Tapezierers. 1872 übernahm er von seinem Vater die entsprechende Tapezierfirma, die am 25. Mai 1881 sich mit dem Unternehmen des Frankobelgiers August Portois zu „Portois & Fix“ zusammenschloss, den er 1880 kennengelernt hatte. 1884 wurde neben dem Handelshaus auch die Fabrik begründet, wo die eigenen Möbelkreationen entstanden. Bereits auf der Weltausstellung 1873 in Wien wurde Fix mit Preisen ausgezeichnet, so erhielt er die silberne Medaille und das Goldene Verdienstkreuz durch seine k.u.k. Hoheit Kaiser Franz Joseph I. von Österreich. Zunächst fungierte er als Mitgesellschafter an der Firma „Portois & Fix“, bis sich Portois 1894 aus dem Unternehmen zurückzog und Fix Alleininhaber wurde und als Inhaber die Firma bis 1907 führte. 
Viele Möbel wurden durch Anton und später auch Robert Fix selbst entworfen, die damit den eigenständigen "Fix-Stil" in der Belle Epoque im Möbeldesign erschufen.

## Umwandlung in ein Weltunternehmen durch Anton Fix
1907 wurde die Firma in eine Aktiengesellschaft umgewandelt. Der Name wurde als „Portois & Fix AG“ beibehalten. Anton Fix wurde Präsident des Verwaltungsrates, sein Sohn Robert Fix (1876–1945) Generaldirektor des Unternehmens. Das Unternehmen hatte zu dieser Zeit rund siebenhundert Mitarbeiter weltweit, 1911 waren es sogar eintausend. Im selben Jahr erlangte Fix auch das Recht, den kaiserlichen Adler auf den Bronzeetiketten zu tragen, was seine Firma als Hoflieferant auszeichnete. 
1899 ließ er durch den Architekten Max Fabiani das mehrstöckige Wohn- und Geschäftshaus (Haus Portois & Fix) in der Ungarngasse errichten, dass damals zu den modernsten Gebäuden Österreichs zählte. 
Fix gründete im Ausland Filialen in London, Berlin, Breslau, Köln, Mailand, Turin, Karlsbad, Paris, Budapest, Bukarest, Bombay, Kairo und Istanbul (Konstantinopel). Er war damit in rund zehn Ländern auf drei Kontinenten präsent. Man lieferte an folgende Länder: Deutschland, Russland, Türkei, Rumänien, Serbien, Niederlande, Schweiz, Italien, Ägypten.
Auch gelang es Fix, bedeutende Persönlichkeiten als Innendesigner bzw. Möbeldesigner in sein Unternehmen zu rufen, die den Ruf der Firma weltweit weiter steigerten: weltbekannte Architekten wie Adolf Loos oder Otto Wagner waren neben Josef Hoffmann oder Koloman Moser ebenfalls für ihn tätig. Vor allem in der Herstellung und Vertrieb von Vorzimmern (österr. für Diele), Wohnsalons, Speisezimmern, Schlafzimmern war man federführend. Neben dem kaiserlichen Hof waren es Hotels, Cafés, Schiffe etc. die durch die Firma ausgestattet wurden. Bekannt war auch, dass die Firma ganze Innenräume mit sämtlichen Gegenständen ausstatten konnte. 
Das Unternehmen konnte seit seiner Gründung auf die Teilnahme an bedeutenden Ausstellungen in ganz Europa verweisen: Antwerpen 1885 und 1894, Triest 1891, bei der Weltausstellung 1900 in Paris, 1902 in Turin, London 1902 und 1906, St. Petersburg 1903. 
Anton Fix wurde am 18. März 1919 am Wiener Zentralfriedhof (Gruppe KNLH, Nummer 381) bestattet.
Nach dem Tode von Anton Fix 1918 leitete sein Sohn die Firma bis zu dessen Tod und das Unternehmen war dann noch bis 1959 existent.